# Зарудный, Николай Яковлевич
Николай Яковлевич Зару́дный (1921—1991) — украинский советский писатель, драматург, сценарист. Член ВКП(б) с 1948 года.

## Биография
Николай Зарудный родился в селе Ореховец (ныне Сквирский район, Киевская область, Украина) 20 августа 1921 года. Учился на факультете журналистики в Казахском университете. Участвовал в Великой Отечественной войне.
С 1961 по 1963 год был главным редактором Киностудии имени А. П. Довженко. У 1966–1969 годах — секретарь правления Союза писателей Украины (СПУ), в 1981–1990 годах —  секретарь правления Киевской организации СПУ.
Умер 25 августа 1991 года. Похоронен на Байковом кладбище в Киеве.

## Творчество
Николай Зарудный автор повести «Мои земляки» (1950), сборника рассказов «Свет» (1961), романов «На белом свете» (1967), «Уран» (1970), «Гилея» (1973).
Пьесы: 
- «На крутых берегах» (1955)
- «Ночь и пламя» (1958)
- «Если ты любишь» (1959)
- «Мёртвый бог» (1960)
- «Остров твоей мечты» (пост. 1962, изд. 1963)
- «Фортуна» (пост. и изд. 1964)
- «Синие росы» (пост. и изд. 1966)
- «Верность» (пост. и изд. 1970)
- «На седьмом небе»[2]
- «Рим, 17, до востребования» (экранизирована, 1969; Киев)
- «Дороги, которые мы выбираем» (1971; Киев)
- «Пора жёлтых листьев » (1974; Киев) «Маэстро, туш!» (1978; Киев)
- «Обочина» (1981; Киев)
- «Регион» (1981; Киев)
- «Бронзовая фаза» (1985; Киев).

На русском языке в переводах Е. Весенина отдельными изданиями вышли пьесы «Номенклатурная единица» (1956), «Когда любишь…» (1959), «Фабрикант» (1960), «Антей (Сыновья идут дальше)» (1961), «Марина» (1964), «Остров твоей мечты» (1966), «Синие росы» (1966, 1971), «Верность» (1970), «Дороги, которые мы выбираем» (1972), сборник «Синие росы. Ночь и пламя. Верность» (1973) и «Такое долгое, долгое лето» (1974).
В 1958 году комедия Зарудного «Весёлка» была поставлена в Малом театре Д. А. Вуросом.
Николай Зарудный автор сценариев фильмов: «Весёлка» (1959), «Стёжки-дорожки» (1963), «Здесь нам жить» (1972) и телеспектакля «Пора жёлтых листьев».

## Награды и премии
- Государственная премия УССР имени Т. Г. Шевченко (1978) — за пьесу «Тыл», поставленную на сцене Львовского УАДТ имени М. К. Заньковецкой
- орден Отечественной войны II степени (11.03.1985)
- орден Трудового Красного Знамени (24.11.1960)
- орден Дружбы народов (21.08.1981)
- 2 ордена «Знак Почёта» (28.10.1967; 25.08.1971)
- медаль «За боевые заслуги» (10.06.1945, был представлен к ордену Красной Звезды)
- другие медали